# ليدورو أوليفر
ليدورو أوليفر (بالإسبانية: Lidoro Oliver)‏ (مواليد 18 سبتمبر 1915) هو ملاكم أرجنتيني، مثّل بلاده في الألعاب الأولمبية الصيفية 1936.

## روابط خارجية
ليدورو أوليفر على موقع أوليمبيديا (الإنجليزية)